# ان‌جی‌سی ۳۹۵۳
ان‌جی‌سی ۳۹۵۳(به انگلیسی: NGC 3953)یک کهکشان مارپیچی میله‌ای در صورت فلکی خرس بزرگ است. 

## ابرنواختر
دو ابرنواختر در این کهکشان دیده شده‌است: یک ابرنواختر نوع Ia به نام SN 2001dp و SN 2006bp.